# Siegfried Franz
Siegfried Franz (* 14. August 1913 in Mannheim; † 18. März 1998 in Hamburg) war ein deutscher Film- und Hörspielkomponist.

## Leben
Siegfried Franz, Sohn eines Verwaltungsrats, bekam bereits als Kind Klavierunterricht. Nach dem Abitur besuchte er die Meisterklasse für Klavier bei Max von Pauer, Komposition bei Wilhelm Petersen und Dirigieren bei Chlodwig Rasberger an der Städtischen Hochschule für Musik und Theater in Mannheim.
1938 erreichte Franz in beiden Fächern die „künstlerische Reife mit Auszeichnung“ und wurde wenig später in den Lehrkörper der Hochschule aufgenommen. Drei Jahre war er dort als Dozent für Musiktheorie und Klavier tätig. In dieser Zeit wurden seine ersten Eigenkompositionen aufgeführt.
Nach Kriegsausbruch wurde Franz vom Oberkommando der Wehrmacht für Feierabendgestaltung verpflichtet. Am 10. Juli 1940 beantragte er die Aufnahme in die NSDAP und wurde zum 1. Oktober desselben Jahres aufgenommen (Mitgliedsnummer 8.376.791). Ab 1941 bildete er Singleiter des Heeres und der Luftwaffe aus. Nachdem er schließlich doch als normaler Soldat dienen musste, geriet Franz in amerikanische Kriegsgefangenschaft, wo er eine Lagerband gründen konnte.
Nach seiner Freilassung wurde Franz zweiter Pianist unter dem Komponisten und Dirigenten Hans-Martin Majewski am Altonaer Theater in Hamburg. Dort lernte er den Kabarettisten Ossi Wagner kennen, der ihn als freien Komponisten zum NWDR holte.
Hier avancierte Franz, der sich längst in Hamburg niedergelassen hatte, zu einem der profiliertesten und vielbeschäftigsten Komponisten für Hörspiele. Neben Bühnenmusiken und Opern für den Rundfunk folgten ab den 1950er Jahren auch zahlreiche Musiken für das Fernsehen und schließlich ab 1954 insgesamt 22 Filmmusiken. Ende der 1970er zog er sich ins Privatleben zurück.
Siegfried Franz, der 1943 seine ehemalige Kommilitonin Dorothea Reimann heiratete, starb knapp fünf Monate nach dem Tod seiner Frau am 18. März 1998 in Hamburg. Der gemeinsame Sohn Udo ist (Stand: 2006) als Kameramann tätig.

## Filmografie

### Spielfilme
- 1954: Canaris
- 1956: Drei Birken auf der Heide
- 1957: Nachts, wenn der Teufel kam
- 1958: Madeleine und der Legionär
- 1958: Dr. Crippen lebt
- 1958: Der Arzt von Stalingrad
- 1958: Nachtschwester Ingeborg
- 1958: Das Mädchen vom Moorhof
- 1958: Ein wunderbarer Sommer (Kinder der Berge)
- 1959: Dorothea Angermann
- 1959: Arzt ohne Gewissen
- 1960: Frau Warrens Gewerbe
- 1960: Die Fastnachtsbeichte
- 1960: Hauptmann, deine Sterne
- 1961: Geliebte Hochstaplerin
- 1961: Das Leben von Adolf Hitler (Dokumentarfilm)
- 1961: Das letzte Kapitel
- 1961: Der Lügner
- 1962: Die glücklichen Jahre der Thorwalds
- 1969: Die Engel von St. Pauli
- 1971: Jürgen Roland’s St. Pauli-Report
- 1972: Schulmädchen-Report. 3. Teil: Was Eltern nicht mal ahnen

### Fernsehfilme
- 1954: John Walker schreibt an seine Mutter
- 1958: Der Tod auf dem Rummelplatz
- 1962: Die Rebellion
- 1964: Stahlnetz: Rehe
- 1964: Stahlnetz: Strandkorb 421
- 1965: Stahlnetz: Nacht zum Ostersonntag
- 1965: Die Katze im Sack
- 1966: Stahlnetz: Der fünfte Mann
- 1968: Stahlnetz: Ein Toter zuviel
- 1968: Pole Poppenspäler
- 1977: Schwindelig vor Geld und Liebe

### Fernsehserien
- 1959: Der Andere (Fernsehsechsteiler)
- 1966–1968: Cliff Dexter (26 Folgen)
- 1967: Ein Fall für Titus Bunge (13 Folgen)
- 1967–1973: Dem Täter auf der Spur (17 Folgen)
- 1968–1969: Polizeifunk ruft (12 Folgen)
- 1968–1969: Drei Frauen im Haus (26 Folgen)
- 1969–1972: Percy Stuart (52 Folgen)
- 1976–1978: Gesucht wird … (26 Folgen)
- 1978: Heidi (5 Folgen)
- 1980–1981: I. O. B. – Spezialauftrag (26 Folgen)

## Hörspiele (Auswahl)
- 1948: Friedrich Karl Fromm: Säuberung in Ithaka – Regie: Hans Quest
- 1949: Robert Louis Stevenson: Dr. Jekyll und Mr. Hyde – Regie: Gustav Burmester
- 1950: C. W. Ceram: Götter, Gräber und Gelehrte (4 Teile) – Regie: Gustav Burmester
- 1951: Günter Eich: Träume – Regie: Fritz Schröder-Jahn
- 1952: Günter Eich: Die Gäste des Herrn Birowski – Regie: Gustav Burmester
- 1954: Dylan Thomas: Unter dem Milchwald – Regie: Fritz Schröder-Jahn
- 1954: Günter Eich: Das Jahr Lazertis – Regie: Fritz Schröder-Jahn
- 1955: Oskar Wessel: Hiroshima – Regie: Gustav Burmester
- 1956: Günter Eich: Der letzte Tag von Lissabon – Regie: Friedrich Carl Kobbe
- 1956: Kurt Reiss: Da Capo – Regie: Kurt Reiss
- 1957: Michael Gilbert: Der Mann, der nicht schlafen konnte (6 Teile) – Regie: Hans Rosenhauer
- 1957: Lew Tolstoi: Wieviel Erde braucht der Mensch? – Regie: Gustav Burmester
- 1958: Karl Wittlinger: Ein Fünfmarkstück namens Müller – Regie: Kurt Reiss
- 1959: Rolf und Alexandra Becker: Gestatten, mein Name ist Cox (3. Staffel) – Regie: S. O. Wagner

## Diskografie
- Siegfried Franz: Deutsche Filmkomponisten. Folge 3, 2006, Bear Family Records (BCD 16483 AR)